# Parapyrrhicia virilis
Parapyrrhicia virilis är en insektsart som beskrevs av George Clifford Carl 1914. Parapyrrhicia virilis ingår i släktet Parapyrrhicia och familjen vårtbitare. Inga underarter finns listade i Catalogue of Life.